# Irreligious
Irreligious – drugi album zespołu Moonspell, charakteryzujący się dużą liczbą utworów bardziej nastrojowych i mrocznych, które z czasem stały się znakiem rozpoznawczym zespołu (Ruin And Misery, Awake) i punktem obowiązkowym podczas koncertów. Słynne stało się zwłaszcza dynamiczne Full Moon Madness, którym Moonspell tradycyjnie kończy swoje koncerty (Fernando Ribeiro czasem wykreśla wówczas nad tłumem okrąg, symbolizujący tytułowy księżyc).

## Lista utworów
Opracowano na podstawie materiału źródłowego.
1. „Perverse... Almost Religious” – 1:07
2. „Opium” – 2:48
3. „Awake” – 3:06
4. „For a Taste of Eternity” – 3:53
5. „Ruin & Misery” – 3:48
6. „A Poisoned Gift” – 5:34
7. „Subversion” – 2:44
8. „Raven Claws” – 3:16
9. „Mephisto” – 4:58
10. „Herr Spiegelmann” – 4:35
11. „Full Moon Madness” – 6:47

## Twórcy
Opracowano na podstawie materiału źródłowego.

- Fernando Ribeiro – wokal, słowa
- Ricardo Amorim – gitara
- Ares – gitara basowa
- Pedro Paixão – syntezator, sampler
- Mike Gaspar – perkusja
- Birgit Zacher – wokal
- Markus Freiwald – instrumenty perkusyjne
- Siggi Bemm – inżynieria dźwięku
- Waldemar Sorychta – produkcja muzyczna, miksowanie
- Rolf Brenner – zdjęcia